# Ramses IX.
Ramses IX. war der 8. altägyptische König (Pharao) der 20. Dynastie (Neues Reich) und regierte von 1128/1127 bis 1109 v. Chr.

## Weitere Namen
- Goldname: Reich an Jahren wie Anedjti, mit großem Königtum, der die Neun Bogen (die Feinde Ägyptens) bezwingt

## Abstammung und Familie
Seine Abstammung ist umstritten. Edward F. Wente vermutet in Ramses IX. einen Sohn Ramses VI. und damit Bruder Ramses VII. K. A. Kitchener hielt ihn anfänglich für einen Sohn Ramses VIII. und nun für einen Sohn des Prinzen Montuherchepschef und damit Enkel Ramses III.
Aidan Dodson hält Tachat für seine Mutter und Bakenwerel für seine Gemahlin (bisher für Mutter und Gemahlin Amenmesses' gehalten). Beide sind in KV10 im Tal der Könige bestattet. Nebmaatre, Hohepriester in Heliopolis (Bautätigkeit), und Montuherchepschef (KV19 im Tal der Könige) gelten als Söhne Ramses IX. Sein Nachfolger ist Ramses X. Er ist – je nach Forschungsmeinung – sein Sohn oder Schwiegersohn, dessen Gemahlin Titi Tochter oder Schwiegertochter.

## Herrschaft
Sicher belegt ist das 17., möglicherweise auch das 19. Regierungsjahr.
Aufgrund einer wirtschaftlichen Krise, Einfällen von Libyern und der Korruption der Beamten (an ihrer Spitze der Bürgermeister von Westtheben Pawera) kommt es zur Plünderung königlicher und privater Gräber durch organisierte Banden. Von der Arbeit der untersuchenden Kommission und den Grabräuberprozessen (Jahr 16/17) berichten mehrere berühmte Papyri wie beispielsweise der Papyrus Abbott. Die Schuldigen wurden gepfählt. Unter Ramses XI. kommt es aber zu weiteren Plünderungen.
Hohepriester in Theben waren nacheinander: Ramsesnacht, Nesamun und Amenhotep.

### Bautätigkeit
Ramses IX. Bautätigkeit ist bezeugt durch sein großes Grab KV6 im Tal der Könige. Dies hat eine Länge von 86 m. Weitere Zeugnisse sind Denkmäler in Heliopolis (Statuen, Opfertisch, Tordurchgänge), Memphis (Stele, Fragmente, Apisbegräbnis), Karnak (Dekoration von Mauer und Tordurchgang zum Hof nördlich des 7. Pylons, Stele, Inschrift über Auszeichnung des Hohepriesters Amenhotep). Kleinere Objekte und seine Kartuschen finden sich in Medinet Habu, Amara-West, Dachla, Antinoë und Gezer in Palästina (sekundär?). Für Ramses II., Ramses III. und Ramses VII. stiftet er einen Doppelopferständer.

## Tod und Bestattung

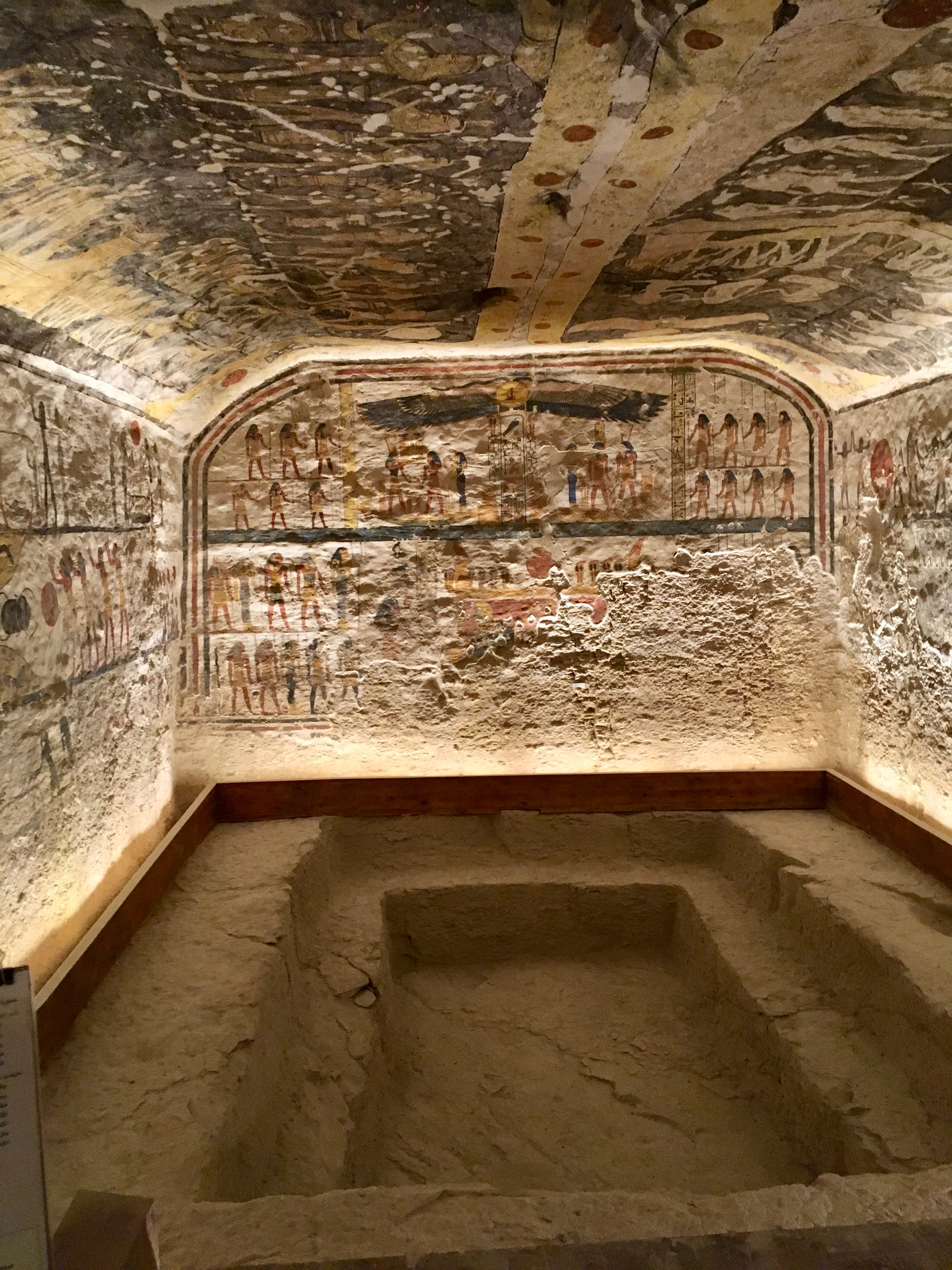
Grabkammer von Ramses IX. (Tal der Könige; KV6)

Nach seinem Tod wird Ramses IX. in dem für ihn errichteten Grab bestattet (Fund von vermutlich Kufen eines Sarkophagschlittens). Die Mumie wird aber zusammen mit anderen in der 21. Dynastie in die Cachette von Deir el-Bahari umgebettet.
Der Pharao starb, bevor das Grab vollständig gebaut worden war. Ein Teil einer Säulenhalle und die eigentliche Grabkammer waren noch nicht vollständig behauen.
In den 70 Tagen zwischen Tod und Bestattung des Pharao wurden die Steinmetzarbeiten nicht mehr weitergeführt, sondern die Grabkammer wurde schnellstmöglich ausgemalt.